# ラティマー郡 (オクラホマ州)
ラティマー郡（英: Latimer County）は、アメリカ合衆国オクラホマ州の南東部に位置する郡である。2010年国勢調査での人口は11,154人であり、2000年の10,692人から4.3％増加した。郡庁所在地はウィルバートン市（人口2,843人）であり、同郡で人口最大の都市でもある。

## 地理
アメリカ合衆国国勢調査局に拠れば、郡域全面積は729平方マイル (1,888.1 km2)であり、このうち陸地722平方マイル (1,870.0 km2)、水域は7平方マイル (18.1 km2)で水域率は0.95％である。

### 主要高規格道路
- アメリカ国道270号線
- オクラホマ州道1号線
- オクラホマ州道2号線
- オクラホマ州道63号線
- オクラホマ州道82号線

### 隣接する郡
- ハスケル郡 - 北
- ルフロア郡 - 東
- プッシュマタハ郡 - 南
- ピッツバーグ郡 - 西

## 人口動態
以下は2000年の国勢調査による人口統計データである。
| 基礎データ - 人口: 10,692人 - 世帯数: 3,951 世帯 - 家族数: 2,868 家族 - 人口密度: 6人/km2（15人/mi2） - 住居数: 4,709軒 - 住居密度: 3軒/km2（6軒/mi2） 人種別人口構成 - 白人: 73.01% - アフリカン・アメリカン: 0.96% - ネイティブ・アメリカン: 19.42% - アジア人: 0.18% - 太平洋諸島系: 0.01% - その他の人種: 0.51% - 混血: 5.91% - ヒスパニック・ラテン系: 1.53% 先祖による構成 - アメリカ人：20.7％ - アイルランド系：9.5％ - ドイツ系：8.1％ - イギリス系：5.0％ 年齢別人口構成 - 18歳未満: 25.7% - 18-24歳: 11.4% - 25-44歳: 24.2% - 45-64歳: 22.5% - 65歳以上: 16.1% - 年齢の中央値: 37歳 - 性比（女性100人あたり男性の人口） - 総人口: 97.5 - 18歳以上: 94.7 | 世帯と家族（対世帯数） - 18歳未満の子供がいる: 32.2% - 結婚・同居している夫婦: 56.9% - 未婚・離婚・死別女性が世帯主: 11.5% - 非家族世帯: 27.4% - 単身世帯: 24.9% - 65歳以上の老人1人暮らし: 12.3% - 平均構成人数 - 世帯: 2.54人 - 家族: 3.00人 収入と家計 - 収入の中央値 - 世帯: 23,962米ドル - 家族: 29,661米ドル - 性別 - 男性: 27,449米ドル - 女性: 19,577米ドル - 人口1人あたり収入: 12,842米ドル - 貧困線以下 - 対人口: 22.7% - 対家族数: 19.0% - 18歳未満: 30.7% - 65歳以上: 16.4% |

## 都市と町
- ファンショー、大半はルフロア郡に入っている
- レッドオーク
- ウィルバートン - 郡庁所在地

## その他の町
- バッファローバレー
- パノラ
- ゴーウェン